# جورج أوتس
جورج أوتس (بالإنجليزية: George Oates)‏ هي مصممة أسترالية، ولدت في 1973 في أديلايد في أستراليا.

## وصلات خارجية
- الموقع الرسمي